# Stigma
Stigma a fost o formație muzicală pop-rock din România, formată în anul 1998 de către Cornel Sorian și Emanuel Mirea.
În 2002 cei doi artiști au început să dezvolte proiecte diferite, iar în 2007 formația s-a destrămat.
Primul album lansat de Stigma s-a numit „Atât de real” și a fost lansat în 1999.
Câțiva ani mai târziu instrumentiștii Kuki, Otto, Ursu și Norbi s-au alăturat trupei.
Emanuel a plecat din Stigma în 2002 și a început o cariera solo de succes care a durat aproximativ patru ani.
Locul de vocalist al trupei a fost luat de Claudiu Mirica în 2003.
Acesta a ieșit din proiect în 2005.
Printre cele mai cunoscute piese ale formației se numără , "Toata iarna împreună" sau "Jumătate tu, jumătate eu".